# بول إدوارد باتون
بول باتون (بالإنجليزية: Paul Patton)‏ (ولد في 26 مايو 1937) سياسي أمريكي، والحاكم التاسع والخمسين لولاية كنتاكي من 1995 إلى 2003.
بعد تعديل دستور كنتاكي 1992 كان هو أول حاكم مؤهل لخوض انتخابات لفترة ثانية في المنصب بعد جيمس غارارد في عام 1800. ومنذ عام 2013 عمل مستشاراً لجامعة بايكفيل في مدينة بايكفيل في كنتاكي، بعد عمله رئيساً لها من 2010 إلى 2013. كما عمل رئيساً لمجلس ولاية كنتاكي للتعليم ما بعد الثانوي من عام 2009.

## بداية حياته
تخرج من جامعة كنتاكي عام 1959. وعمل في مجال مناجم الفحم لمدة عشرين سنة. ثم باع معظم أعماله في أواخر السبعينات، ودخل مجال السياسة، وخدم لفترة قصيرة في طاقم الحاكم جون براون الابن، ورئيساً للحزب الديمقراطي في الولاية.

## نائب الحاكم
انتخب في 1981 قاضياً ورئيساً تنفيذياً لمقاطعة بايك. وفشل في انتخابات نائب حاكم الولاية في 1987، لكنه انتخب في عام 1991، وخدم نائباً للحاكم وكذلك أميناً للتنمية الاقتصادية في فترة الحاكم بريريتون جونز.

## منصب حاكم ولاية كنتاكي
وبعد أربع سنوات في 1995 خاض انتخابات حاكم الولاية وانتصر على لاري فورجي. وكانت أبرز إنجازاته هو إصلاح التعليم الجامعي، والذي يشمل فصل كليات المجتمع التابعة للولاية والمدارس التقنية عن جامعة كنتاكي وتنظيمهم ضمن لجنة كنتاكي ونظام الكليات التقنية.

## نهاية فترته
وقبل انتخابات إعادة ترشيحه في عام 1999، نجح الجمهوريون في الحصول على الأغلبية في المجلس التشريعي للولاية، وكانت هذه المرة الأولى في التاريخ. دخل اقتصاد الولاية الذي شهد ازدهاراً في فترة ولايته، ركوداً في فترة العقد الأول من القرن العشرين. ومواجهاً بتشريعات عدائية وتوقعات محبطة للاقتصاد، لم يكن باتون قادراً على سن تشريعات مهمة في فترة ولايته الثانية، وتأزم موقفه في عام 2002، حين نقلت أخبار في وسائل الإعلام عن إقامته علاقة خارج إطار الزواج، وانتشرت ادعاءات عن فضيحة لتبادل الجنس مقابل خدمات. أنكر باتون في البداية إقامته علاقة خارج الزواج، لكنه أقر بها لاحقاً، لكنه استمر في إنكار مسألة الجنس مقابل الخدمات واستغلال منصبه لإفادة عشيقته.
وفي نهاية فترته هوجم باتون لقيامه بالعفو عن مستشاريه السياسيين، الذي أدينوا في انتهاكات لقوانين تمويل الحملات الانتخابية لولاية كنتاكي، وهوجم أيضاً لإساءة استغلال سلطاته. هذه الفضائح المتتالية بددت أي أمل في طموحات سياسية.